# Louisfuchsita
La louisfuchsita és un mineral de la classe dels silicats que pertany al grup de la safirina. Rep el nom de Louis Fuchs (1915–1991), mineralogista del Laboratori Nacional d'Argonne, per les seves nombroses contribucions a la investigació sobre la mineralogia dels meteorits.

## Característiques
La louisfuchsita és un inosilicat de fórmula química Ca₂(Mg₄Ti₂)(Al₄Si₂)O20. Va ser aprovada com a espècie vàlida per l'Associació Mineralògica Internacional l'any 2022, i publicada en el mes de març de 2024. Químicament s'assembla a la rhönita, la qual és el seu anàleg amb Ti₄Al₈Si₄. Cristal·litza en el sistema triclínic.

## Formació i jaciments
Va ser descoberta al meteorit NWA 4964, una condrita de tipus CK3 de 456 grams trobada l'any 2007 al noroest d'Àfrica.